# 2024년 몰도바 대통령 선거
2024년 몰도바 대통령 선거는 2024년 10월 20일 몰도바에서 실시된 몰도바의 대통령 선거로, 11월 3일에는 결선 투표가 실시되었다. 1차 투표에서 승리한 현직 대통령인 마이아 산두와 2위를 차지한 전 검찰총장 알렉산드르 스토아노글로가 결선 투표에 출마하여 마이아 산두가 과반수 득표를 얻어 2선이자 마지막 임기로 재선되었다.